# 马皮县
马皮县（印尼语：Kabupaten Mappi）是印度尼西亚巴布亚省南部的一个县，行政中心位于克皮（Kepi），下设15个区（Kecamatan或Distrik）和164个村。政府首脑Stefanus Kaisma。

## 地理
马皮县西滨阿拉弗拉海，大部分地区海拔在0-100米之间，全县有14条河流被用作交通通道。
马皮县原为马老奇县的一部分，2002年与波文迪古尔县、阿斯马特县一同分出。

## 行政区划
马皮县下设15个区（Kecamatan或Distrik）和164个村。
区名单：Assue、Bamgi、Citak Mitak、Edera、Haju、Kaibar、Minyamur、Nambioman Bapai、Obaa、Passue、Passue Bawah、Syaha Me、Ti Zain、Venaha、Yakomi。

## 资料来源
1. ↑  Biro Pusat Statistik, Jakarta, 2011.